# Маунт-Гермон (Вірджинія)
Маунт-Гермон (англ. Mount Hermon) — переписна місцевість (CDP) в США, в окрузі Піттсильванія штату Вірджинія. Населення — 4057 осіб (2020).

## Географія
Маунт-Гермон розташований за координатами 36°40′14″ пн. ш. 79°25′16″ зх. д. / 36.67056° пн. ш. 79.42111° зх. д. (36.670649, -79.421000).  За даними Бюро перепису населення США в 2010 році переписна місцевість мала площу 13,94 км², з яких 13,87 км² — суходіл та 0,07 км² — водойми.

## Демографія
Згідно з переписом 2010 року, у переписній місцевості мешкало 3966 осіб у 1587 домогосподарствах у складі 1228 родин. Густота населення становила 284 особи/км².  Було 1676 помешкань (120/км²).
Расовий склад населення:
| - 88,1 % — білих - 8,5 % — чорних або афроамериканців - 1,4 % — азіатів - 0,2 % — корінних американців |

До двох чи більше рас належало 1,4 %. Частка іспаномовних становила 1,5 % від усіх жителів.
За віковим діапазоном населення розподілялося таким чином: 22,9 % — особи молодші 18 років, 62,3 % — особи у віці 18—64 років, 14,8 % — особи у віці 65 років та старші. Медіана віку мешканця становила 42,9 року. На 100 осіб жіночої статі у переписній місцевості припадало 93,9 чоловіків;  на 100 жінок у віці від 18 років та старших — 93,4 чоловіків також старших 18 років.
Середній дохід на одне домашнє господарство  становив 66 000 доларів США (медіана — 65 347), а середній дохід на одну сім'ю — 70 367 доларів (медіана — 68 056). Медіана доходів становила 45 000 доларів для чоловіків та 35 579 доларів для жінок. За межею бідності перебувало 10,9 % осіб, у тому числі 24,6 % дітей у віці до 18 років та 11,6 % осіб у віці 65 років та старших.
Цивільне працевлаштоване населення становило 2088 осіб. Основні галузі зайнятості: освіта, охорона здоров'я та соціальна допомога — 31,0 %, виробництво — 10,1 %, публічна адміністрація — 9,2 %.